# MAA娱乐
MAA（韓語：엠에이에이），韓國娛樂經紀公司。旗下藝人包括高允貞、盧允瑞等。2022年4月1日被影像製作公司WYSIWYG Studio收購。

## 旗下藝人
- 高允貞（2018年－現今）
- 洪秀珠（2018年－現今）
- 盧允瑞（2019年－現今）
- 白藝仁（2020年－現今）
- 裴康熙（2020年－現今）
- 曹慧朱（2021年－現今）
- 鄭多彬（2022年－現今）[2]
- 金湍（2025年－現今）

## 外部連結
- 官方网站
- MAA娱乐的Instagram帳戶